# 藤原頼衡
藤原 頼衡（ふじわら の よりひら）は、平安時代末期から鎌倉時代初期の奥州藤原氏の武士。奥州藤原氏第3代当主・藤原秀衡の六男。『尊卑分脈』によれば秀衡の6人の息子の中では末男にあたるというが、その実在性には疑義があるともされる。

## 概略
『吾妻鏡』には五兄とされる通衡とともに名前が見えず、また『玉葉』『明月記』などの同時代史料や、『愚管抄』『六代勝事記』などの年代記にも頼衡に関する記述は無く、史料に乏しい。通衡・頼衡兄弟の名が見える『尊卑分脈』は、頼衡は文治5年（1189年）2月15日に次兄の泰衡によって誅されたとしている。この4ヶ月後には三兄の忠衡が源義経に与したとして泰衡に討たれているが、頼衡が討たれた理由について『尊卑分脈』に記述はない。
明治期に著された『平泉志』は秀衡の息子たちについて、国衡・泰衡・忠衡・隆衡・通衡（利衡）の5名を挙げ、注において頼衡の存在に触れつつもその実在性を「信ずるに足らず」と断じている。
なお、頼衡の別称は錦戸太郎とされるが、『義経記』では長兄の西木戸太郎国衡にあたる人物を錦戸太郎頼衡としている。

## 伝承
- 山形県米沢市赤崩の錦戸薬師堂（石木戸薬師）では、藤原国衡が阿津賀志山の戦いに敗れた際に供僧に託した薬師像が本尊と伝わっているが、別伝として本尊を運び入れた人物を頼衡とする伝承がある[5]。
- 岩手県紫波町小屋敷に「錦戸太郎頼衡の墓」と伝わる墓石がある。頼衡は源義経に与同したことから16歳にして兄・泰衡によって当地で追討されたが、これを憐れんだ里人たちの手によって埋葬されたものという。程なく泰衡の追求を恐れた里人によって墓石は打ち捨てられたが、近隣を通りかかった由利維平が夜道に光るものを怪しんで斬ったところ、光は頼衡の墓所へと維平を誘って消えてしまった。後日、頼衡の墓所には墓石が元の位置に戻っていたが、頂部が斜めに切断されていた。また維平は怪力で知られた武士だったため、維平の手によって墓石が戻されたのだと地元では信じられたのだという[6]。